# 메흐자드 마라시
메흐자드 마라시(Mehrzad Marashi, 1980년 9월 20일 ~ )는 독일의 가수로, 《독일은 슈퍼스타를 찾습니다 시즌 7》의 우승자이다.